# August Carremans
August Carremans (ur. w 1881 w Hoboken, zm. 29 lipca 1954 w Antwerpii) – belgijski kolarz torowy, brązowy medalista mistrzostw świata.

## Kariera
Największy sukces w karierze August Carremans osiągnął w 1905 roku, kiedy zdobył brązowy medal w wyścigu ze startu zatrzymanego amatorów podczas torowych mistrzostw świata w Antwerpii. W zawodach tych wyprzedzili go jedynie Brytyjczyk Leon Meredith oraz Niemiec Willy Mest. Był to jedyny medal wywalczony przez Carremansa na międzynarodowej imprezie tej rangi. Nigdy nie wystąpił na igrzyskach olimpijskich.